# Дјачето (Фиренца)
Дјачето је насеље у Италији у округу Фиренца, региону Тоскана.
Према процени из 2011. у насељу је живело 704 становника. Насеље се налази на надморској висини од 478 м.